# 御制平定西藏碑

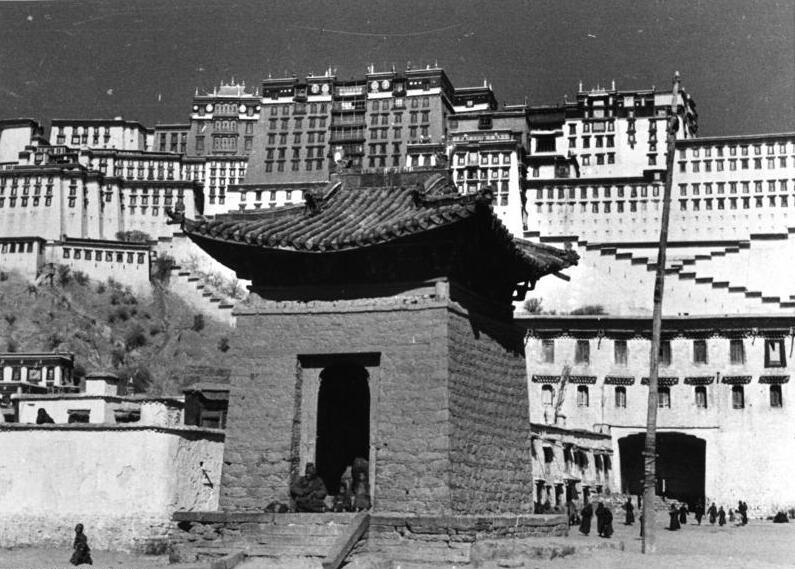
1938年的御制平定西藏碑碑亭

御制平定西藏碑，位于西藏自治区拉萨市布达拉宫方城南门外西侧，为纪念清军平定准噶尔之乱、控制西藏而立。汉语“西藏”一词便由该碑开始正式使用。

## 简介
康熙五十七年（1718年）、康熙五十九年（1720年），清军先后两次进入西藏，平定准噶尔之乱。为纪念此胜利，康熙六十年（1721年），康熙帝亲撰碑文，用满文、汉文、蒙古文、藏文四体文字镌刻，记述了清朝派兵平定入侵西藏的蒙古准噶尔部的功德。
清朝雍正二年（1724年），内阁学士鄂贲等人刻立于布达拉宫门前。乾隆年间，增建琉璃瓦歇山顶碑亭。该碑与御制十全记碑东西相对。1965年，将该碑及碑亭与御制十全记碑及碑亭一同迁入龙王潭公园，1990年两碑及碑亭又迁回布达拉宫方城南门外。

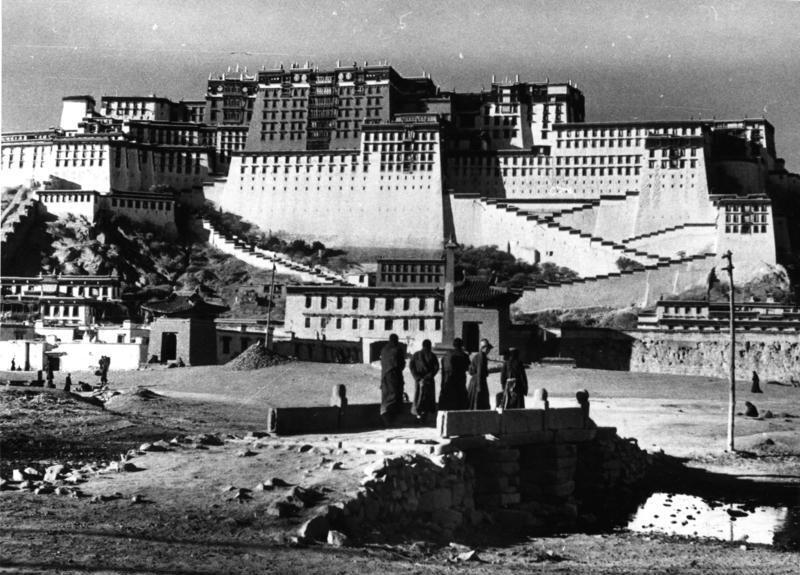
1938年的布达拉宫方城南门外，可见西侧（图中左侧）的御制平定西藏碑，东侧（图中右侧）的御制十全记碑，以及御制十全记碑南侧的恩兰·达札路恭纪功碑

御制平定西藏碑保存完好。该碑的形制与内地的清朝御制碑完全相同。此碑为螭首方额，其中宽1.13米，碑额高1米，厚0.42米。碑额正面右侧篆书阴刻“敕建”二字，正面左侧刻有4列藏文；碑额背面右侧刻有一竖行蒙古文，背面左侧刻有竖行满文。碑身正面右侧刻有小楷汉字15竖行，正面左侧刻有印刷体藏文46列；背面右侧刻有蒙古文15竖行，背面左侧刻有满文15竖行。碑身宽1.05米，高1.84米，厚0.35米。碑身正面与背面的上、下、左、右均刻有宽0.16米的云带纹边框。碑座为叠涩方座，分成上、中、下三阶。上阶宽1.23米，高0.45米，厚0.54米，正面、背面分别刻有海水太阳云纹；中阶宽1.44米，高0.25米，长1.47米；下阶露出地面的部分宽2米，高0.2米，长2米。该碑石总高3.74米，下有龟趺座，并建有碑亭加以保护。
康熙帝御书《御制平定西藏碑》后，汉语“西藏”这一名称正式出现，取代了中国唐宋以来的“吐蕃”，元、明的“朵甘”、“乌思藏”、“阿里三廓”（元为“纳里速古鲁孙”）等名称。碑文中也有「土伯特國」、「土伯特」的稱呼。
1996年，御制平定西藏碑被列为西藏自治区文物保护单位。
《康熙朝实录·卷之二百九十三》载，康熙六十年九月：

蒙古王、贝勒、贝子、公、台吉、及吐伯特酋长等奏，西藏平定，请于招地建立丰碑，以纪盛烈，昭垂万世。上允所请。御制碑文曰：

昔者，太宗文皇帝之崇德七年，班禅额尔德尼、赖喇嘛、顾实汗，谓东土有圣人出，特遣使自人跡不至之区，經讎敵之國，越數年始达盛京，至今八十載，同行善事，俱为施主，颇极安宁。后達赖喇嘛之殁，第巴隐匿不奏者，十有六年，任意妄行，拉藏滅之，復興其法，因而允从拉藏、青海群眾公同之請。中間策妄阿喇布坦妄生事端，動準噶爾之眾，肆行奸诈，滅壞達賴喇嘛，并廢第五輩達賴之塔，辱衊班禪，毀壞寺廟，殺戮喇嘛，名為興法而實滅之，且欲竊據土伯特國。朕以其所為非法，爰命皇子為大將軍，又遣朕子孫等，调发满洲、蒙古、绿旗兵，各数万，歷煙瘴之地，士馬安然而至。賊眾三次乘夜盜營，我兵奮力擊殺，賊皆喪膽遠遁。一矢不發，平定西藏，振兴法教，賜今胡必爾汗冊印，封為第六辈達赖喇嘛，安置禪榻，撫綏土伯特僧俗人眾，各復生業。於是文武臣工，咸謂王師西討，歷瘴癘險遠之區，曾未半載，輒建殊勳，實從古所未有。而诸蒙古部落、及土伯特酋長，亦合詞奏曰：皇帝勇略神武，超越往代，天兵所臨，邪魔掃蕩，復興蒙古向所尊奉法教。坎麻、藏、衛等部人眾，咸得拔離湯火，樂土安居。如此盛德大業，非臣下頌揚所能宣罄。請賜御製碑文，鐫勒招地，以垂永久。朕何功焉，而群眾勤請不已。爰紀斯文，立石西藏。俾中外知達賴喇嘛等三朝恭順之誠、諸部落累世崇奉法教之意。朕之此舉所以除逆撫順，綏眾興教云爾。